# Distretto di Uvinza
Il distretto di  Uvinza  è un  distretto della Tanzania situato nella regione di Kigoma. È suddiviso in 16 circoscrizioni (wards) e conta una popolazione di 458 353 abitanti (censimento 2022).

## Suddivisione amministrativa
Il distretto è diviso nelle seguenti circoscrizioni (wards), tra parentesi gli abitanti (censimento 2022):
1. Basanza (21 283)
2. Buhingu (15 939)
3. Herembe (9 068)
4. Igalula (33 348)
5. Ilagala (29 164)
6. Itebula (32 580)
7. Kalya (43 096)
8. Kandaga (19 014)
9. Kazuramimba (40 711)
10. Mganza (58 027)
11. Mtegowanoti (16 824)
12. Mwakizega (19 235)
13. Nguruka (28 115)
14. Sigunga (9 376)
15. Sunuka (39 471)
16. Uvinza (43 102)